# Ali Zeidan
Ali Zeidan (in arabo علي زيدان‎?; Ueddan, 15 dicembre 1950) è un politico libico, Primo ministro della Libia dal 14 novembre 2012 all'11 marzo 2014.
Ha ricoperto, negli anni ottanta, l'incarico di ambasciatore della Libia in India. Dopo aver abbandonato tale incarico è divenuto un oppositore di Gheddafi ed ha vissuto in Europa collaborando con il Partito Socialdemocratico di Germania ed il Partito Socialista Italiano. Il 14 ottobre 2012 è stato nominato primo ministro della Libia.
Il 10 ottobre 2013 ha subito un sequestro lampo da parte di uomini armati che lo hanno prelevato dall'Hotel Corinthia di Tripoli con un presunto mandato di arresto, rubandogli effetti personali e documenti confidenziali.